# J. P. Morgan
John Pierpont Morgan (17 de abril de 1837-31 de marzo de 1913) fue un empresario, banquero y coleccionista de arte estadounidense que dominó las finanzas corporativas y la consolidación industrial de su época.
Entre sus actividades destacan la fusión de Edison General Electric y Thompson-Houston Electric Company para formar la General Electric Company en 1891, la financiación para la creación de la Federal Steel Company (Compañía Federal de Acero) y la fusión de la Carnegie Steel Company y varias compañías más del sector del hierro y del acero para formar en 1901 la Corporación de Acero de Estados Unidos. Se asoció con el empresario irlandés William Pirrie, de los astilleros Harland and Wolff, para la fundación del trust naviero International Mercantile Marine Company.
Legó la mayoría de su colección de arte al Museo Metropolitano de Arte de la ciudad de Nueva York. A finales de su carrera, a principios de los años 1900, él y sus socios tenían cuantiosas inversiones financieras en muchas grandes corporaciones. En 1901 era uno de los hombres más ricos del mundo. Murió en Roma, Italia, en 1913, dejando su fortuna y negocios a su hijo, Jack Pierpont Morgan.

## Carrera

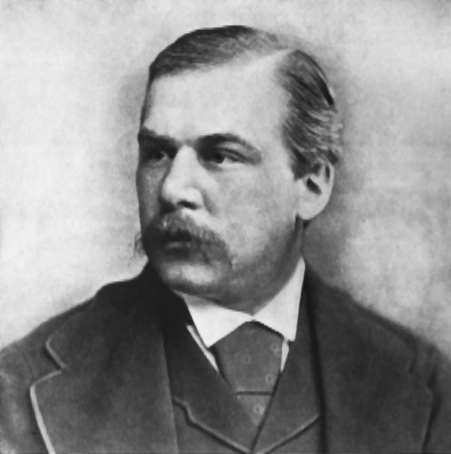
J. P. Morgan en sus primeros años

Morgan empezó trabajando en 1857 en la empresa de su padre, Junius S. Morgan, en la sucursal de Londres, y emigró a la ciudad de Nueva York un año después. Allí trabajó en la firma Duncan, Sherman & Company, los representantes en América de George Peabody & Company. De 1860 a 1864 trabajó como agente en Nueva York para la firma de su padre como J. Pierpont Morgan & Company. Entre 1864 y 1871 fue miembro de la Dabney, Morgan & Company, que en 1871 se alió con la Drexels of Philadelphia para formar Drexel, Morgan & Company.
Durante la guerra civil estadounidense, Morgan entró en contacto con el gobierno para adquirir rifles anticuados del ejército por solo 3,50 dólares cada uno. El socio de Morgan los arregló para revenderlos posteriormente por 22 dólares. El ejército se enteró de que estaba recomprando sus propias armas, pero lo que se llegó a denominar «escándalo» resultó ser más bien un caso de ineficiencia gubernamental que un acto fraudulento de Morgan (el cual, entre otras cosas, no había llegado a ver los rifles en ningún momento, y sólo actuaba como financiero). Morgan, por su parte, al igual que muchos ciudadanos de la clase alta (como por ejemplo el futuro presidente Grover Cleveland), evitó el servicio militar mediante el pago de 300 dólares en sustitución.
Tras la muerte de Anthony Drexel, y en 1895, la compañía pasó a llamarse J. P. Morgan & Company. Seguía conservando sus lazos con la Drexel & Company en Filadelfia, la Morgan, Harjes & Company en París y la J. S. Morgan & Company (a partir de 1910 llamada Morgan, Grenfell & Company) en Londres. Para el año 1900, era una de las entidades bancarias más importantes del mundo, llevando a cabo grandes negocios, especialmente fusiones y adquisiciones. Morgan tuvo muchos socios a lo largo de los años, pero se mantuvo siempre al mando.
El ascenso al poder de Morgan estuvo acompañado por dramáticas batallas financieras; le quitó el control de los Ferrocarriles Albany and Susquehanna a Jay Gould y Jim Fisk en 1869; dirigió el lobby que rompió los privilegios para las finanzas gubernamentales de Jay Cooke, y pronto se vio involucrado en desarrollar y financiar un imperio ferroviario a través de operaciones mercantiles en todas partes de los Estados Unidos.
Amasó grandes sumas de dinero en Europa, pero, en lugar de limitarse a reinvertir los fondos, ayudó a los ferrocarriles a reorganizarse y lograr un mayor rendimiento. Luchó contra los especuladores, interesados en meras ganancias a corto plazo, y creó una nueva visión de un sistema integrado del transporte. En 1885, reorganizó el ferrocarril de Nueva York, la Costa Occidental y Búfalo, arrendándoselo después a la Nueva York Central. En 1886, reorganizó la compañía Filadelfia and Reading, y, en 1888, el Chesapeake and Ohio. 
Después de que el Congreso aprobara la «Interstate Commerce Act» de 1887, Morgan organizó conferencias en 1889 y 1890 que reunieron a presidentes ferroviarios para ayudar a la industria a seguir las nuevas leyes y acuerdos establecidos para el mantenimiento de unas «tasas públicas, razonables, uniformes y estables». Las conferencias fueron las primeras de su clase, y crearon una comunidad con un interés común entre las compañías del sector, preparando el terreno para las grandes fusiones de principios del siglo XX. 
Morgan se especializó en comprar empresas con problemas y reorganizar sus estructuras de negocio y su gestión para volver a hacerlas rentables. Su reputación como banquero y financiero era ya tan alta que le ayudaba a atraer el interés de los inversores en los negocios que compraba.

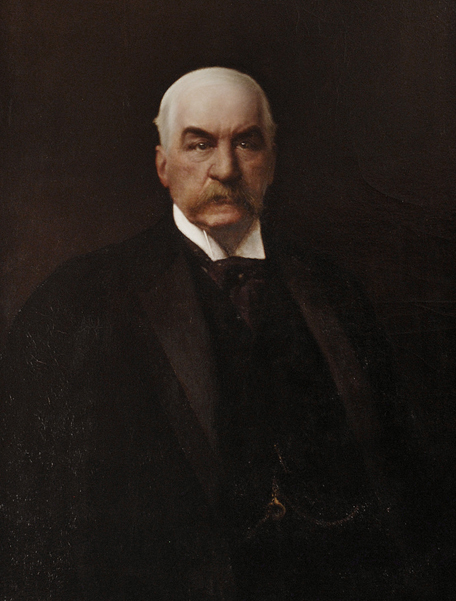
Retratado por Carlos Baca-Flor, 1911

En el año 1900 financia con 150.000 dólares[cita requerida] y le cede un predio en Long Island a Nikola Tesla para hacer la Torre Wanderclyffe; lo que prometía ser un transmisor de radio de alta potencia para comunicaciones trasatlánticas. En 1903, Tesla había gastado toda la inversión inicial sin completar el proyecto; además Marconi había realizado una transmisión transatlántica con un equipo mucho más barato (aunque usando patentes de Tesla[cita requerida]). Entonces Morgan declinó refinanciar más este proyecto. Tesla intentó generar mayor interés en la Torre Wanderclyffe revelando la capacidad de transmitir electricidad de forma inalámbrica, pero con la pérdida de los fondos de Morgan, y la situación de Wall Street en 1903, su proyecto nunca fue completado.

### J.P. Morgan & Company: 1895–1913
Tras la muerte de Anthony Drexel, la empresa pasó a llamarse J. P. Morgan & Company en 1895, manteniendo estrechos vínculos con Drexel & Company de Filadelfia; Morgan, Harjes & Company de París; y J.S. Morgan & Company (después de 1910 Morgan, Grenfell & Company) de Londres. Hacia 1900 era una de las casas bancarias más poderosas del mundo, centrada principalmente en reorganizaciones y consolidaciones. 
Morgan tuvo muchos socios a lo largo de los años, como George Walbridge Perkins, pero siempre se mantuvo firmemente al mando. Su reputación internacional como financiero empezó a atraer inversores a las empresas de las que se hizo cargo.

### Pánico de 1893 y elecciones de 1896
En las profundidades del Pánico de 1893 c. 1895, el Tesoro de Estados Unidos casi agotó sus reservas de oro. Morgan presentó un plan para que el gobierno federal comprara oro a sus bancos y a bancos europeos, pero fue rechazado en favor de un plan para vender bonos del gobierno directamente al público en general. Morgan exigió una reunión con el presidente Grover Cleveland, donde afirmó que el gobierno de Estados Unidos podría entrar en suspensión de pagos ese mismo día si no se tomaban medidas.
En 1895, en el momento económico más bajo tras la depresión económica de 1893, el Tesoro Federal estaba casi sin oro en sus reservas. El presidente Grover Cleveland llegó a un acuerdo con Morgan para crear un sindicato privado en Wall Street para proveer al Tesoro de los Estados Unidos con 65 millones de dólares en oro, la mitad procedente de Europa, para emitir deuda del tesoro que permitiese recuperar las arcas del tesoro hasta un superávit de 100 millones. El episodio salvó al tesoro, pero dañó políticamente a Cleveland a través del ala agraria de su partido, el Partido Demócrata, y se convirtió en un tema clave de las elecciones de 1896, cuando los bancos se convirtieron en el objeto de los ataques de William Jennings Bryan. Morgan y el resto de banqueros de Wall Street hicieron fuertes donaciones al candidato republicano, William McKinley, que resultó elegido en 1896 y reelegido en 1900.
Morgan ideó un plan para utilizar un antiguo estatuto de la guerra civil que permitía a Morgan y a los Rothschild vender 3,5 millones de onzas de oro directamente al Tesoro estadounidense a cambio de una emisión de bonos a 30 años. El episodio salvó al Tesoro pero perjudicó la posición de Cleveland ante el ala agraria populista del Partido Demócrata, lo que aseguró el fin de su carrera política. En las elecciones presidenciales de Estados Unidos de 1896, los banqueros fueron atacados duramente por William Jennings Bryan, y Morgan fue uno de los muchos que hicieron grandes donaciones al republicano William McKinley.

### La estación Wardenclyffe de Nikola Tesla: 1900
En 1900, el inventor Nikola Tesla convenció a Morgan de que podía construir un sistema de comunicación inalámbrico transatlántico basado en sus teorías sobre la conducción eléctrica terrestre y atmosférica (que finalmente se instaló en Wardenclyffe) que superaría al sistema de telégrafo inalámbrico de corto alcance basado en ondas de radio que entonces estaba demostrando Guglielmo Marconi. En lo que pudo haber sido una inversión filantrópica, Morgan dio a Tesla 150.000 dólares (equivalente a $5,276,400 en 2022) para construir el sistema y Tesla le ofreció un control del 51% de las patentes. Casi tan pronto como se firmó la carta de acuerdo Tesla decidió ampliar la instalación para incluir sus ideas de transmisión inalámbrica de energía terrestre para hacer lo que él pensaba que era un sistema más competitivo. Morgan se negó a dar a Tesla más dinero para el proyecto y, al no poder Tesla conseguir más capital de inversión, el desarrollo de Wardenclyffe se estancó y el lugar fue abandonado en 1906.

### Northern Securities: 1901-1904

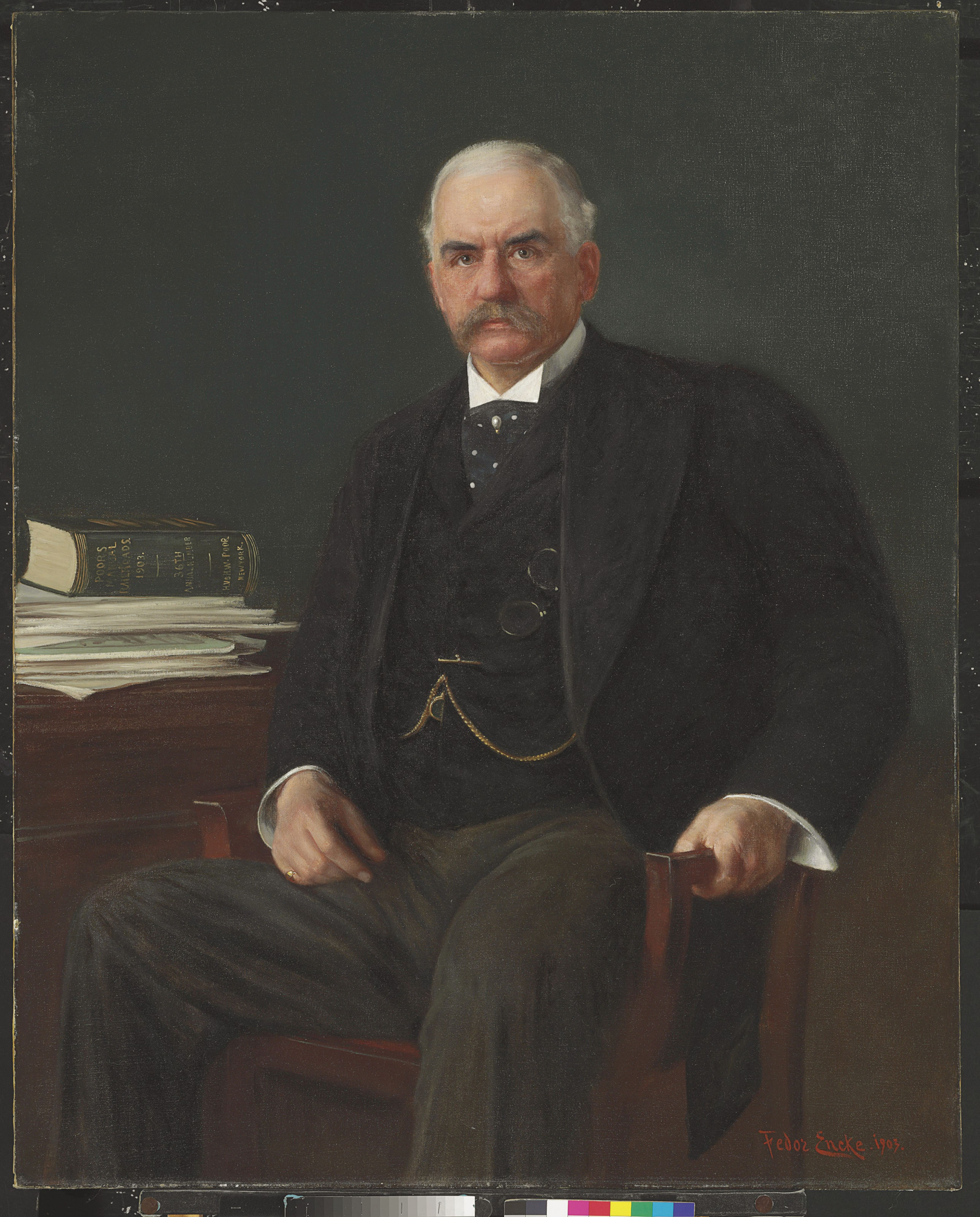
Retrato de J. P. Morgan; Cutthroat Capitalist -Óleo sobre lienzo por Fedor Encke, 1903

El Ferrocarril del Pacífico Norte quebró en el Pánico de 1893. La quiebra acabó con los tenedores de bonos del ferrocarril, dejándolo libre de deudas, y se produjo una compleja batalla financiera por su control. En 1901, Morgan, el financiero neoyorquino E. H. Harriman y el constructor de ferrocarriles de Minnesota James J. Hill llegaron a un acuerdo. Para reducir la competencia en el Medio Oeste, crearon la Northern Securities Company para fusionar tres de los ferrocarriles más importantes de la región: el Northern Pacific Railway, el Great Northern Railway, y el Chicago, Burlington and Quincy Railroad. Las partes se toparon con la inesperada oposición del presidente Theodore Roosevelt, que consideraba la fusión perjudicial para los consumidores y una violación de la poco aplicada Sherman Antitrust Act de 1890. En 1902, Roosevelt ordenó al Fiscal General Philander Knox que interpusiera una demanda para disolverla. En 1904, el Tribunal Supremo disolvió la compañía Northern Security; aunque Morgan no perdió dinero, su todopoderosa reputación política se resintió.

### US Steel: 1901-1913
En 1900, Morgan inició conversaciones para comprar el negocio siderúrgico de Andrew Carnegie y fusionarlo con varias otras empresas siderúrgicas, carboneras, mineras y navieras. Tras financiar la creación de la Federal Steel Company, Morgan la fusionó con la Carnegie Steel Company y varias otras empresas siderúrgicas (incluida la Consolidated Steel and Wire Company de William Edenbirn) en 1901, formando la United States Steel Corporation. U.S. Steel fue la primera empresa multimillonaria del mundo, con una capitalización autorizada de 1.400 millones de dólares, mucho mayor que cualquier otra empresa industrial y comparable en tamaño a los mayores ferrocarriles.
Los objetivos de U.S. Steel eran lograr mayores economías de escala, reducir los costes de transporte y recursos, ampliar las líneas de productos y mejorar la distribución para permitir a Estados Unidos competir a escala mundial con el Reino Unido y Alemania. El presidente de U.S. Steel Charles M. Schwab y otros afirmaron que el tamaño de la empresa le permitiría ser más agresiva y eficaz en la búsqueda de mercados internacionales lejanos. Los críticos consideraban que U.S. Steel era un monopolio, ya que pretendía dominar no sólo el acero, sino también la construcción de puentes, barcos, vagones de ferrocarril, raíles, alambre, clavos y muchos otros productos. Con U.S. Steel, Morgan se hizo con dos tercios del mercado del acero, y Schwab confiaba en que la empresa pronto tendría una cuota de mercado del 75%. Sin embargo, su cuota de mercado descendió. En 1903, Schwab dimitió para formar Bethlehem Steel, que se convirtió en el segundo mayor productor de acero de Estados Unidos.
U.S. Steel también fue criticada por su política laboral. U.S. Steel no estaba sindicada y utilizaba tácticas agresivas para identificar y erradicar a los "alborotadores" favorables a los sindicatos. Los abogados y banqueros que habían organizado la fusión, entre ellos Morgan, estaban más preocupados por los beneficios a largo plazo, la estabilidad, las buenas relaciones públicas y evitar problemas. Sus puntos de vista prevalecieron en general, y el resultado fue una política laboral "paternalista".
En 1912, Morgan apareció y se defendió públicamente ante un comité del congreso presidido por Arsène Pujo, que investigaba el trust bancario de Wall Street y que fue dirigido especialmente contra él.
Falleció en Roma en 1913, mientras dormía. Su muerte causó gran conmoción en Estados Unidos, Wall Street cerró un día por duelo, algo poco común ya que ese suceso solo pasaba por el fallecimiento de un presidente.

### Línea fallida del metro de Londres en 1902
Morgan sufrió una rara derrota empresarial en 1902 cuando intentó construir y operar una línea en el metro de Londres. El magnate del transporte Charles Yerkes frustró el esfuerzo de Morgan por obtener autoridad parlamentaria para construir el ferrocarril Piccadilly, City y North East London, una línea de metro que habría competido con las líneas de "metro" controladas por Yerkes. Morgan calificó la maniobra de Yerkes como "la mayor pillería y conspiración de la que jamás haya oído hablar".

## Apariciones en obras artísticas
- Es uno de los personajes de la serie documental Gigantes de la Industria.[19]
- Aparece en la serie The Alienist, interpretado por Michael Ironside.